# Wahlkreis Åland
Der Wahlkreis Åland (Wahlkreis 05) ist einer von 13 finnischen Wahlkreisen für die Wahlen zum finnischen Parlament und zum Präsidenten der Republik Finnland. Er umfasst die autonome Region Åland. Bei den Parlamentswahlen stehen jedem Wahlkreis orientiert an der Einwohnerzahl eigentlich eine bestimmte Anzahl von Mandaten im Parlament zu. Der Wahlkreis Åland erhält jedoch stets ein Mandat, auch wenn sich seine Bevölkerung ändern sollte. Zurzeit entspricht die Bevölkerung aber etwa dem Durchschnitt, der in anderen Wahlkreisen auf ein Mandat entfällt. Im Parlament schließt sich der Åland-Mandatsträger traditionell der Fraktion der Schwedischen Volkspartei (SFP-RKP) an.
Der Wahlkreis wurde zur Parlamentswahl 1948 gebildet, vorher gehörte die Inselgruppe zum Wahlkreis Varsinais-Suomi.

## Abgeordnete des Wahlkreises Åland
| Name              | Amtszeit  | Wahlbündnis                                                                              |
| ----------------- | --------- | ---------------------------------------------------------------------------------------- |
| Arthur Larson     | 1948–1959 |                                                                                          |
| Elis Andersson    | 1959–1966 |                                                                                          |
| Evald Häggblom    | 1966–1976 |                                                                                          |
| Gunnar Häggblom   | 1976–1983 |                                                                                          |
| Gunnar Jansson    | 1983–2003 | 1987: Lista A (Lib/S) 1991: Lista C (Lib/FS/Gröna) 1995–2003: Liberalerna på Åland       |
| Roger Jansson     | 2003–2007 | FS – ObS                                                                                 |
| Elisabeth Nauclér | 2007–2015 | 2007: Borgerlig Allians (AC – FS – Lib – ObS) 2011 Åländsk Samling (AC – ObS – ASD – AF) |
| Mats Löfström     | 2015–     | 2015: Åländsk Samling (C – M – ÅSD) 2019–: För Åland                                     |

## Ergebnisse seit 1987

### Parlamentswahl 2023
| Listen            | Listen                         | Stimmen | %    | Mandate |
| ----------------- | ------------------------------ | ------- | ---- | ------- |
|                   | För Åland (AC – Lib – MSA)     | 11.452  | 85,6 | 1       |
|                   | Välfärd och jämlikhet (AS)     | 923     | 6,9  | –       |
|                   | Ungebundene Sammlung auf Åland | 514     | 3,8  | –       |
|                   | Nachhaltige Initiative         | 494     | 3,7  | –       |
| Gesamt            | Gesamt                         | 13.383  | 100  | 1       |
|                   |                                |         |      |         |
| Ungültige Stimmen | Ungültige Stimmen              | 127     | 0,9  |         |
| Wähler            | Wähler                         | 13.510  | 47,8 |         |
| Wahlberechtigte   | Wahlberechtigte                | 28.236  |      |         |

### Parlamentswahl 2019
| Listen            | Listen                               | Stimmen | %    | Mandate |
| ----------------- | ------------------------------------ | ------- | ---- | ------- |
|                   | För Åland (AC – Lib – MSA – AS – AF) | 11.640  | 89,0 | 1       |
|                   | Valmansförening Jessica Eckerman     | 1.078   | 8,2  | –       |
|                   | Alternativ för Åland (AD)            | 358     | 2,7  | –       |
| Gesamt            | Gesamt                               | 13.076  | 100  | 1       |
|                   |                                      |         |      |         |
| Ungültige Stimmen | Ungültige Stimmen                    | 133     | 1,0  |         |
| Wähler            | Wähler                               | 13.209  | 47,7 |         |
| Wahlberechtigte   | Wahlberechtigte                      | 27.664  |      |         |

### Parlamentswahl 2015
| Listen            | Listen                           | Stimmen | %    | Mandate |
| ----------------- | -------------------------------- | ------- | ---- | ------- |
|                   | Åländsk Samling (AC – MSA – ASD) | 10.910  | 89,5 | 1       |
|                   | Liberalerna på Åland             | 1.277   | 10,5 | –       |
| Gesamt            | Gesamt                           | 12.187  | 100  | 1       |
|                   |                                  |         |      |         |
| Ungültige Stimmen | Ungültige Stimmen                | 292     | 2,3  |         |
| Wähler            | Wähler                           | 12.479  | 46,2 |         |
| Wahlberechtigte   | Wahlberechtigte                  | 27.017  |      |         |

### Parlamentswahl 2011
| Listen            | Listen                                | Stimmen | %    | Mandate |
| ----------------- | ------------------------------------- | ------- | ---- | ------- |
|                   | Åländsk Samling (AC – ObS – ASD – AF) | 8.546   | 81,4 | 1       |
|                   | Alliansen för Åland (MSA – Lib)       | 1.957   | 18,6 | –       |
| Gesamt            | Gesamt                                | 10.503  | 100  | 1       |
|                   |                                       |         |      |         |
| Ungültige Stimmen | Ungültige Stimmen                     | 251     | 2,3  |         |
| Wähler            | Wähler                                | 10.754  | 41,2 |         |
| Wahlberechtigte   | Wahlberechtigte                       | 26.114  |      |         |

### Parlamentswahl 2007
| Listen            | Listen                                  | Stimmen | %    | Mandate |
| ----------------- | --------------------------------------- | ------- | ---- | ------- |
|                   | Borgerlig Allians (AC – FS – Lib – ObS) | 9.561   | 85,6 | 1       |
|                   | Ålands Sozialdemokraten                 | 1.607   | 14,4 | –       |
| Gesamt            | Gesamt                                  | 11.168  | 100  | 1       |
|                   |                                         |         |      |         |
| Ungültige Stimmen | Ungültige Stimmen                       | 348     | 3,0  |         |
| Wähler            | Wähler                                  | 11.516  | 45,9 |         |
| Wahlberechtigte   | Wahlberechtigte                         | 25.111  |      |         |

### Parlamentswahl 2003
| Listen            | Listen                  | Stimmen | %    | Mandate |
| ----------------- | ----------------------- | ------- | ---- | ------- |
|                   | FS – ObS                | 4.306   | 37,0 | 1       |
|                   | Liberale auf Åland      | 3.323   | 28,5 | –       |
|                   | Ålands Sozialdemokraten | 2.904   | 24,9 | –       |
|                   | Åländisches Zentrum     | 1.118   | 9,6  | –       |
| Gesamt            | Gesamt                  | 11.651  | 100  | 1       |
|                   |                         |         |      |         |
| Ungültige Stimmen | Ungültige Stimmen       | 299     | 2,5  |         |
| Wähler            | Wähler                  | 11.950  | 61,5 |         |
| Wahlberechtigte   | Wahlberechtigte         | 19.439  |      |         |

### Parlamentswahl 1999
| Listen            | Listen                             | Stimmen | %    | Mandate |
| ----------------- | ---------------------------------- | ------- | ---- | ------- |
|                   | Liberale auf Åland                 | 5.870   | 56,1 | 1       |
|                   | Borgerlig samlingslista (C/FS/ObS) | 3.678   | 35,1 | –       |
|                   | Ålands Sozialdemokraten            | 924     | 8,8  | –       |
| Gesamt            | Gesamt                             | 10.472  | 100  | 1       |
|                   |                                    |         |      |         |
| Ungültige Stimmen | Ungültige Stimmen                  | 149     | 1,4  |         |
| Wähler            | Wähler                             | 10.621  | 55,5 |         |
| Wahlberechtigte   | Wahlberechtigte                    | 19.132  |      |         |

### Parlamentswahl 1995
| Listen            | Listen                             | Stimmen | %    | Mandate |
| ----------------- | ---------------------------------- | ------- | ---- | ------- |
|                   | Liberale auf Åland                 | 6.038   | 61,0 | 1       |
|                   | Borgerlig samlingslista (C/FS/ObS) | 2.958   | 29,9 | –       |
|                   | Ålands Sozialdemokraten            | 909     | 9,2  | –       |
| Gesamt            | Gesamt                             | 9.905   | 100  | 1       |
|                   |                                    |         |      |         |
| Ungültige Stimmen | Ungültige Stimmen                  | 80      | 0,8  |         |
| Wähler            | Wähler                             | 9.985   | 52,7 |         |
| Wahlberechtigte   | Wahlberechtigte                    | 18.938  |      |         |

### Parlamentswahl 1991
| Listen            | Listen                  | Stimmen | %    | Mandate |
| ----------------- | ----------------------- | ------- | ---- | ------- |
|                   | Lista C (Lib/FS/Gröna)  | 6.546   | 70,1 | 1       |
|                   | Åländisches Zentrum     | 1.858   | 19,9 | –       |
|                   | Ålands Sozialdemokraten | 940     | 10,1 | –       |
| Gesamt            | Gesamt                  | 9.344   | 100  | 1       |
|                   |                         |         |      |         |
| Ungültige Stimmen | Ungültige Stimmen       | 122     | 1,3  |         |
| Wähler            | Wähler                  | 9.466   | 51,3 |         |
| Wahlberechtigte   | Wahlberechtigte         | 18.455  |      |         |

### Parlamentswahl 1987
| Listen            | Listen                       | Stimmen | %    | Mandate |
| ----------------- | ---------------------------- | ------- | ---- | ------- |
|                   | Lista A (Lib/S)              | 7.019   | 74,7 | 1       |
|                   | Borgerligt Alternativ (C/FS) | 1.843   | 19,6 | –       |
|                   | Ålands obunda lista (FÅ)     | 539     | 5,7  | –       |
| Gesamt            | Gesamt                       | 9.401   | 100  | 1       |
|                   |                              |         |      |         |
| Ungültige Stimmen | Ungültige Stimmen            | 106     | 1,1  |         |
| Wähler            | Wähler                       | 9.507   | 52,0 |         |
| Wahlberechtigte   | Wahlberechtigte              | 18.299  |      |         |